# Годзю-рю
Годзю-рю — один з основних окінавских стилів карате, що поєднує комбінації жорсткої і м'якої техніки. Заснована в 1920-х роках майстром Тедзюн Міягі (1888-1953). Один з найбільш поширених стилів карате, існуючий в трьох основних варіантах: окінавському, японському та американському. Моріо Хігаонна - видатний майстер окінавского карате, є засновником і шеф-інструктором Міжнародної Федерації Окінавського Карате-до (International Okinawan Goju-ryu Karate-do Federation, IOGKF), є володарем 10-го дана.

## Історія стилю

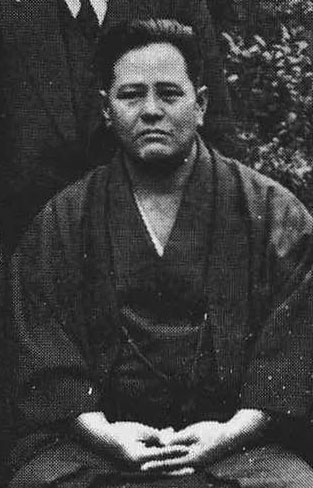
Засновник Годзю-рю Тедзюн Міягі

Витоки стилю Годзю-рю пов'язані, перш за все, з ім'ям Канре Хігаонні, який був творцем і видатним представником окінавского стилю Наха-те. У Хигаонни навчався і майбутній творець Годзю-рю Тедзюн Міягі. В 1904 році у Міягі разом з Хігаонни відправився в Китай, де він потрапив в ту ж школу, де раніше навчався сам Хігаонна. Вдруге Міягі попрямував в Китай в 1915 році і пробув там до 1917 року.
У 1928 році Тедзюн Міягі, будучи вже керівником ''Асоціації окінавского мистецтва карате'', був запрошений до Японії Гогеном Ямагуті. В Японії Міягі викладав карате в різних університетах. У той час Міягі реформував бойове мистецтво, яке він перейняв від Хігаонні, і назвав свій стиль ''карате Годзю-рю''.

## Особливості Годзю-рю
Годзю-рю через Міягі і Хігаонні перейняв принципи жорстких систем південно-китайського ушу, зберігши в собі справжнє мистецтво реального поєдинку.
Годзю-рю є стилем, що використовують внутрішню енергетику людини. В основі карате Годзю-рю лежить техніка ближнього бою, що включає в себе удари ліктями, колінами, кидкову техніку, захоплення і боротьбу в партері, що дає можливість застосовувати його в умовах обмеженого простору (ліфт, транспорт, юрба).
Від сучасного спортивного карате відрізняється енергетичної спрямованістю і високою бойовою ефективністю.

## Ката Годзю-рю
Гоген Ямагуті, учень і соратник Тедзюна Міягі, систематизував повчання і методики вчителя, адаптувавши їх до традицій японських військових мистецтв. Годзю-рю включає 13 ката:
- Гекісай-Дайіті (яп. 撃 砕 第一)
- Гекісай-Дайна (яп. 撃 砕 第二)
- Сайфа (яп. 砕 破)
- Сейюнтін (яп. 制 引 戦)
- Сісотін (яп. 四向 戦, сісо: тин)
- Сансейру (яп. 三 十六 手)
- Сейпай (яп. 十八 手)
- Курурунфа (яп. 久留 頓 破)
- Сейсан (яп. 十三 手)
- Супарімпей (яп. 壱 百零八, су: па: рімпей)
- Велике значення приділяється ката Сантін

У карате Годзю-рю є два варіанти цього ката:
- Сантін (Тедзюн Міягі) (або Сантін-Дайіті)
- Сантін (Канріо Хігаонна) (або Сантін-Дайна)

## Різновиди Годзю-рю

### Американська гілка
Американська гілка Годзю-рю заснована майстром Пітером Урбаном. Він вивчав Сьоріндзі-рю у Річарда Кіма і Кіокушинкай у Масутацу Оями. Крім того, він був учнем  Гогена Ямагуті. В 1959 рік у Урбан відкрив свою школу в Нью-Джерсі, а потім переїхав в Нью-Йорк, де відкрив «Чайна-таун-додзьо» і асоціацію Годзю-кай. Серед учнів Урбана були такі бійці, як Рон Ван Кліф і організатор турнірів фул-контакт карате Аарон Бенкс.
В даний час Пітер Урбан є главою Всеамериканської асоціації доблесних бойових мистецтв.

## Система поясів і ступенів
У годзю-рю карате є 10 кю (учнівських ступенів) і 10 данів (майстерень ступенів). Номер кю зменшується з ростом майстерності, номер дана - зростає.
У Годзю-рю карате (IOGKF) існує десять КЮ (розряди до чорного пояса), яким відповідає колір пояса або нашивки на поясі. Кожен з них має на увазі, що адепт володіє певним багажем знань з Годзю-рю, підтверджених на відповідному іспиті відповідно до технічних вимог для даного КЮ. Вимоги різняться в залежності від віку, тому колірна гамма поясів у юніорів (до 18 років) і дорослих (старше 18 років) різна.
Дитячі пояси:
- 10 кю - білий пояс з однією жовтою смужкою
- 9 кю - жовтий пояс
- 8 кю - помаранчевий пояс
- 7 кю - зелений пояс
- 6 кю - синій пояс
- 5 кю - червоний пояс
- 4 кю - червоний пояс з однією коричневою смужкою
- 3 кю - коричневий пояс
- 2 кю - коричневий пояс з однією чорною смужкою
- 1 кю - коричневий пояс з двома чорними смужками

Дорослі пояси:
- 10-8 кю - білий пояс
- 7-6 кю - жовтий пояс
- 5-4 кю - зелений пояс
- 3-1 кю - коричневий пояс